# Alice in Chains
Alice in Chains é uma banda de rock norte-americana fundada pelo guitarrista e vocalista Jerry Cantrell e pelo baterista Sean Kinney em Seattle, Washington, no ano de 1987. O baixista Mike Starr e o vocalista Layne Staley se juntaram à banda em seguida. Mike Starr foi substituído por Mike Inez em 1993. William DuVall entrou na banda em 2006 assumindo o posto de Staley, que morreu em 2002, e dividindo os vocais com Cantrell. Essa formação da banda já lançou três álbuns.
Inicialmente fazendo vocais de apoio, Jerry Cantrell começou a cantar os vocais principais no EP Sap de 1992, e seu papel continuou a crescer nos álbuns seguintes, tornando Alice in Chains uma banda de dois vocalistas. Apesar de vastamente associada ao gênero grunge, o som da banda incorpora essencialmente elementos do heavy metal e do metal alternativo, produzindo um som mais acústico e pós-punk, além de algumas melodias de doom metal. A banda alcançou fama internacional como parte do movimento grunge do início dos anos 90, ao lado de Pearl Jam, Soundgarden e Nirvana, sendo uma das mais bem sucedidas comercialmente desta época, com mais de 14 milhões de álbuns vendidos nos Estados Unidos e cerca de 30 milhões vendidos em todo o mundo. A banda ainda teve dois álbuns na primeira posição da Billboard 200, Jar of Flies de 1994 e Alice in Chains de 1995, além de dezoito singles no Top 10 da parada Mainstream Rock Tracks da Billboard, e nove indicações ao Prêmio Grammy.
O conjunto nunca se separou oficialmente, mas ficou por muitos anos inativo devido aos problemas de Layne Staley com drogas, os quais culminaram na sua morte, em 2002. Os integrantes remanescentes reuniram-se em 2005 para um show beneficente em prol das vítimas do tsunami que atingiu a Ásia no ano anterior, e em 2009 terminaram a gravação de seu primeiro álbum de estúdio em quatorze anos, com William DuVall como o novo vocalista e também guitarrista base, dividindo os vocais com Jerry Cantrell, que é o vocalista principal da maioria das canções do álbum. Intitulado Black Gives Way to Blue, o álbum foi lançado em setembro de 2009 pela Virgin/EMI. Em 28 de maio de 2013, a banda lançou o seu segundo álbum com DuVall, The Devil Put Dinosaurs Here, que estreou na segunda posição da Billboard 200.
O sexto álbum de estúdio da banda, Rainier Fog, foi lançado em 24 de agosto de 2018, e recebeu uma indicação ao Grammy de Melhor Álbum de Rock.

## História

### Começo de carreira (1987 - 1991)
Tudo começou por volta de agosto de 1987, quando o guitarrista Jerry Cantrell foi a uma festa em Seattle, onde conheceu um homem de cabelo rosa claro que estava no centro de tudo; tratava-se do vocalista Layne Staley. "Ele tinha um grande sorriso no rosto, e estava sentado ao lado de duas mulheres maravilhosas", lembra Cantrell, que não tinha um lugar para morar e foi acolhido por Staley, que o levou a sua residência: um estúdio de ensaios sujo e cheirando a urina chamado Music Bank, localizado em um armazém, onde os dois passaram a viver. Meses antes desse encontro, em Abril de 1987, Cantrell havia assistido a um show da banda de glam metal de Staley, Alice N' Chains, e ficou impressionado com sua voz.
Cantrell queria formar uma nova banda após o fim de sua banda de glam metal chamada Diamond Lie, então Staley deu a ele o número do telefone de Melinda Starr, namorada do baterista Sean Kinney, para que Cantrell pudesse falar com ele. Cantrell ligou para o número e marcou um encontro com Kinney. Kinney e sua namorada foram para o Music Bank e ouviram as demos de Cantrell. Cantrell mencionou que eles precisavam de um baixista para tocar com eles e ele já tinha alguém em mente: Mike Starr, com quem Cantrell já havia tocado em uma banda chamada Gypsy Rose. Kinney apontou para sua namorada e disse para Cantrell que ela era irmã de Mike Starr, e que ele e Starr tocavam juntos em bandas desde quando eram crianças. Kinney chamou Starr e poucos dias depois ele começou a tocar com Kinney e Cantrell no Music Bank, mas a banda ainda não tinha um vocalista.
Staley já estava começando uma nova banda, mas Cantrell, Starr e Kinney queriam que ele fosse vocalista da banda deles, então eles começaram a fazer testes com péssimos cantores na frente de Staley, para que ele entendesse a dica. Staley ficava irritado ao assistir os testes, e a última gota para ele foi quando os amigos fizeram um teste com um homem que era stripper - Staley decidiu se juntar a banda depois disso. Os concertos da banda, nessa época, consistiam em covers que, de acordo com a imprensa local, ganhavam "nova vida" quando eram tocados pelo Diamond Lie. Cantrell comentou à RIP Magazine, em 1993, quanto às motivações iniciais na formação da banda:
Era: "Vamos formar uma banda, escrever umas canções, tocar em alguns clubes para conseguirmos cerveja e mulheres". Sério, era por aí. Nós fizemos isso por um ano e meio, só tocando e, então, finalmente começamos a considerar até onde queríamos ir musicalmente. Foi meio que algo natural, nada que tenha sido pensado. Foi algo que acontece somente quando você passa um tempo com as pessoas e começam a crescer juntos.
No ano seguinte, a banda mudou seu nome tendo como inspiração "Alice n' Chains", nome da antiga banda de Staley, tornando-se Alice in Chains, e começou a gravar algumas demos. Algumas dessas músicas apareceriam  mais tarde no primeiro álbum oficial da banda.
Já tendo certa notoriedade na cena local, apresentando-se em bares e pequenos clubes, em 1988, decidiram gravar seu próprio álbum independente e tentar distribuí-lo localmente. A demo intitulada "The Treehouse Tapes" acabou chegando aos empresários musicais Kelly Curtis e Susan Silver. Silver empresariava outra banda de Seattle, o Soundgarden. Curtis e Silver enviaram a demo para um representante ligado à Columbia Records, chamado Nick Terzo, que marcou um encontro com o presidente do selo, Don Ienner. Em 1989, o grupo assinou contrato com a Columbia Records. Seu primeiro trabalho oficial foi o EP "We Die Young", em julho de 1990. A faixa-título se tornou um hit moderado em rádios americanas mais pesadas, apenas preparando caminho para o lançamento do álbum Facelift, em agosto daquele mesmo ano.
Facelift foi bem recebido pelo público e a banda começou uma turnê com Iggy Pop em novembro, apresentando as canções "Dirt" e "Rooster" ao público, que não deu muita atenção para elas na época. Em dezembro, o concerto lotado no The Moore Theater, em Seattle, é gravado pelo diretor Josh Taft e lançado como Live Facelift, o primeiro lançamento em vídeo do grupo.
Enquanto isso, o álbum produz o inesperado hit "Man in the Box", tendo uma escalada de 26 semanas até o Top 20 e cujo vídeo recebeu grande exibição na MTV. Realizando turnês de suporte de bandas como Extreme, Megadeth em algumas datas e depois com a turnê Clash of the Titans (que contava com Slayer, Anthrax e Megadeth), e Van Halen, Facelift chegou ao disco de ouro.
No começo de 1992, a banda lançou um inesperado EP de composições semiacústicas, denominado Sap, gravado em apenas dois dias e intitulado devido a um sonho do baterista Sean Kinney, no qual a banda chamava o novo álbum de Sap. Após fazer vocais de apoio no primeiro álbum da banda, Cantrell assumiu os vocais principais nas faixas "Brother" e "Right Turn" em Sap. O álbum também conta com as participações de Ann Wilson do Heart, juntando-se a Cantrell no refrão de "Brother" e a Staley em "Am I Inside", assim como Chris Cornell do Soundgarden e Mark Arm do Mudhoney dividindo os vocais com Staley e Cantrell na canção "Right Turn" (creditados no encarte como Alice Mudgarden).

### Anos grunge: fama e sucesso nomainstream(1992-1994)

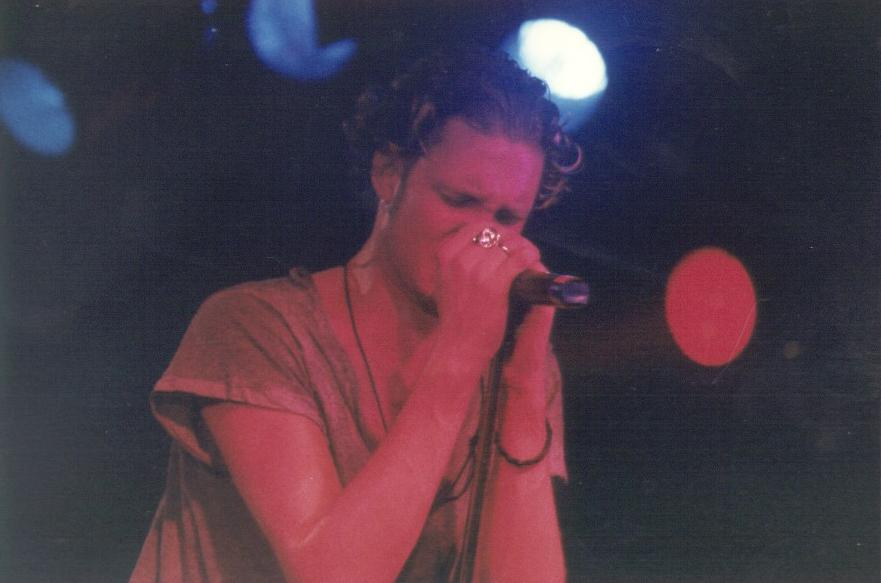
Layne Staley durante a época de Dirt.

O grupo recebeu mais exposição em 1992, quando uma de suas novas canções, "Would?", apareceu na trilha sonora de Vida de Solteiro, um filme do diretor Cameron Crowe baseado nas vidas dos solteiros de Seattle. A banda também apareceu no filme, tocando as canções "Would?" e "It Ain't Like That" durante uma das cenas que ocorre num clube. O lançamento prévio de "Would?" ajudou a criar antecipação pelo próximo LP do grupo.
O álbum Dirt, lançado na primavera de 1992, exemplifica o som pesado guiado pela guitarra e cheio de distorções, ao mesmo tempo em que abre espaço para as harmonias vocais cada vez mais complexas de Staley e Cantrell. Foi um sucesso tanto de crítica quanto comercial, ganhando disco de platina após menos de 2 meses de seu lançamento, e continua sendo o álbum mais bem sucedido da banda até hoje. Entretanto, as letras obscuras, a maior parte tratando de isolação e vício, aumentaram as especulações de que Staley era viciado em heroína. Agora se sabe que esta especulação estava correta.
Para a divulgação desse álbum, a banda saiu em turnê com Ozzy Osbourne. Durante esta turnê, Layne quebrou seu pé e completou a turnê usando uma cadeira de rodas e muletas, não perdendo nenhuma data. Camisetas da turnê mostravam o raio-X do pé quebrado do vocalista. Depois, o grupo teve uma passagem pelo Brasil no festival Hollywood Rock, no Rio de Janeiro e São Paulo, em janeiro de 1993. Após estas datas, Mike Starr deixou o grupo devido às turnês intensas e eventualmente se juntou à banda de hard rock Sun Red Sun. Starr foi logo substituído temporariamente pelo baixista da banda de Ozzy Osbourne, Mike Inez. Quando a banda entrou em estúdio em 1993 e compôs duas novas canções, "What the Hell Have I" e "A Little Bitter", para a trilha sonora do filme com Arnold Schwarzenegger, O Último Grande Herói, Inez (que coescreveu "A Little Bitter") foi confirmado como novo baixista da banda.
Durante o verão de 1993, Alice in Chains se juntou a bandas como Primus, Tool, Rage Against the Machine e Babes in Toyland para o festival de música alternativa Lollapalooza, no qual a banda foi muito bem recebida.
Após suas explosivas performances na turnê Lollapalooza, a cena musical alternativa clamava por outro lançamento pesado, nervoso e barulhento do quarteto de Seattle. Em janeiro de 1994, entretanto, a banda surpreendeu fãs e críticos com Jar of Flies, que trazia um retorno aos arranjos mais acústicos e leves, canções bem desenvolvidas completadas com sutis arranjos de cordas, misturados com pontos de exclamação dos ataques de guitarra, a assinatura de Cantrell, e os vocais de Staley.
Lançado como um EP, ainda que tivesse qualidade de álbum em design e duração, Jar of Flies estreou como n.º 1 nas listas de vendas de álbuns da Billboard, o primeiro EP na história a alcançar tal posição. Evoluindo do som alternativo e progressivo da primeira faixa para baladas mais tradicionais, o álbum parece prestar homenagem às raízes musicais de Cantrell, sendo escrito e gravado em uma semana.
Os Alice in Chains estavam programados para sair em turnê durante o verão de 1994 com Metallica e a atração de abertura Suicidal Tendencies, mas desistiram antes do começo da turnê, dando gás aos rumores de vício de drogas. Danzig substituiu Alice in Chains em algumas datas, enquanto outras foram tocadas pelo Candlebox. A banda ficou um bom tempo fora da estrada, o que fez aumentar as especulações quanto ao vício de Staley. Nessa época, as tensões internas levaram a banda a debandar, o que efetivamente durou apenas seis meses.

### Anos posteriores (1995 - 1997)
Apesar disso, Staley se apresentou com The Gacy Bunch, um "supergrupo grunge" formado em 1995 com o guitarrista Mike McCready do Pearl Jam e o baterista do Screaming Trees, Barrett Martin. Eles mais tarde mudaram seu nome para Mad Season e lançaram um único álbum, Above em 14 de março de 1995.
Em Novembro de 1995, a banda retomou as atividades com o lançamento do álbum auto-intitulado, Alice in Chains, comumente chamado de "Tripod", "Self Titled", "Three" ou "Three Legged Dog" devido à imagem de um cachorro tripé na capa (explicado no documentário lançado um mês depois, The Nona Tapes) e pelo fato de ser o terceiro álbum da banda. Este álbum foi um retorno às raízes heavy metal da banda, mas diferente do som presente em seus álbuns anteriores, ainda que juntando o estilo mais acústico presente em Jar of Flies em algumas canções. Para alguns fãs, este retorno à forma foi bem-vindo, para outros não foi nem um passo à frente nem um passo para trás em terreno familiar. O álbum estreou na primeira posição, mas o grupo novamente falhou em dar suporte com uma turnê, gerando uma maior discussão sobre o vício de Staley em heroína. Eventualmente, este seria o último álbum oficial que o Alice in Chains produziria com o vocalista.
O grupo reapareceu em 1996 para tocar seu primeiro concerto em cerca de três anos, no MTV Unplugged um programa de canções somente acústicas. Durante todo o concerto, era visível a fraqueza de Staley e os efeitos do uso da droga. O set incluiu as canções mais conhecidas da carreira, dando nova vida a canções como "Brother". O grupo trabalhou seu material mais pesado com arranjos acústicos novos e incluiu um guitarrista rítmico, Scott Olson, para arredondar o som. Eles também introduziram uma nova canção, "Killer Is Me", com Cantrell como vocalista. Um álbum da performance foi lançado mais tarde naquele ano, estreando na terceira posição nas paradas. Após o concerto acústico, a banda abriu quatro shows para a turnê de reunião do Kiss, substituindo o Stone Temple Pilots, que teve que abandonar as datas devido aos problemas com drogas do vocalista Scott Weiland. O concerto do dia 3 de julho, em Kansas City, foi o último com Staley como vocalista.

### Hiato e a morte de Layne Staley (1998 - 2002)
Os membros restantes da banda quiseram mantê-la unida e tentaram manter contato com Staley, mas ficou claro que seus problemas de saúde não o permitiriam retornar ao trabalho em pouco tempo. Cantrell, então, passou a se dedicar a outros projetos, gravando seu primeiro álbum solo em 1998, sob o título de Boggy Depot. Devido à colaboração significativa do baixista Mike Inez, do baterista Sean Kinney e do produtor Toby Wright ao álbum, este conta com uma faixa não lançada das sessões do álbum auto-intitulado Alice in Chains ("Settling Down").
Em 1998, Staley se reuniu com os outros membros do grupo pela última vez para gravar duas canções inéditas: "Get Born Again" e "Died". Estas canções foram lançadas em 1999, no box-set Music Bank. A compilação continha 48 canções, incluindo raridades, velhas demos, as duas novas canções, e a maior parte das faixas contidas nos álbuns da banda. O grupo também lançou Nothing Safe: The Best of the Box, que serviu como um aperitivo de 15 canções para o Music Bank, assim como sua primeira compilação de melhores canções. As duas novas músicas seriam as últimas que Staley gravaria, enquanto Music Bank seria o último lançamento de novo material de estúdio da banda com o vocalista. Em 2000, o álbum ao vivo Live, contendo canções tocadas em shows de 1990 a 1996, e outra coletânea dos 10 maiores hits da banda, Greatest Hits, em 2001, finalizaram os lançamentos oficiais do grupo no período.
Apesar de a banda não ter acabado oficialmente na época, Staley ficou bastante abalado quando sua ex-noiva, Demri Parrott, morreu de endocardite infecciosa em 1996. Ele, assim, tornou-se recluso, raramente deixando seu apartamento em Seattle. A possibilidade da reunião completa do Alice in Chains finalmente terminou em 20 de abril de 2002, quando Staley foi encontrado morto em seu condomínio em consequência de uma overdose letal por combinação de heroína e cocaína (Speedball). A perícia aproximou a data do óbito de Staley para 5 de abril, pois o corpo já se encontrava em estado de decomposição. Coincidentemente, foi a mesma data aproximada da morte de Kurt Cobain, oito anos antes.
Cantrell, abalado pela morte de seu amigo e companheiro de banda, dedicou seu segundo álbum solo, Degradation Trip (2002), totalmente a Staley. O álbum foi lançado aproximadamente dois meses após o falecimento de Staley como um disco único, e mais tarde relançado, como havia sido originalmente planejado e com canções a mais, como um disco duplo. Ainda que algumas canções no álbum pareçam ter sido escritas sobre a morte do companheiro de banda de Cantrell ("Thinking 'bout my dead friends whose voices ring on" em "Psychotic Break", por exemplo), Degradation Trip foi completamente gravado antes do falecimento de Staley.

### Reunião eBlack Gives Way To Blue(2005 - 2011)

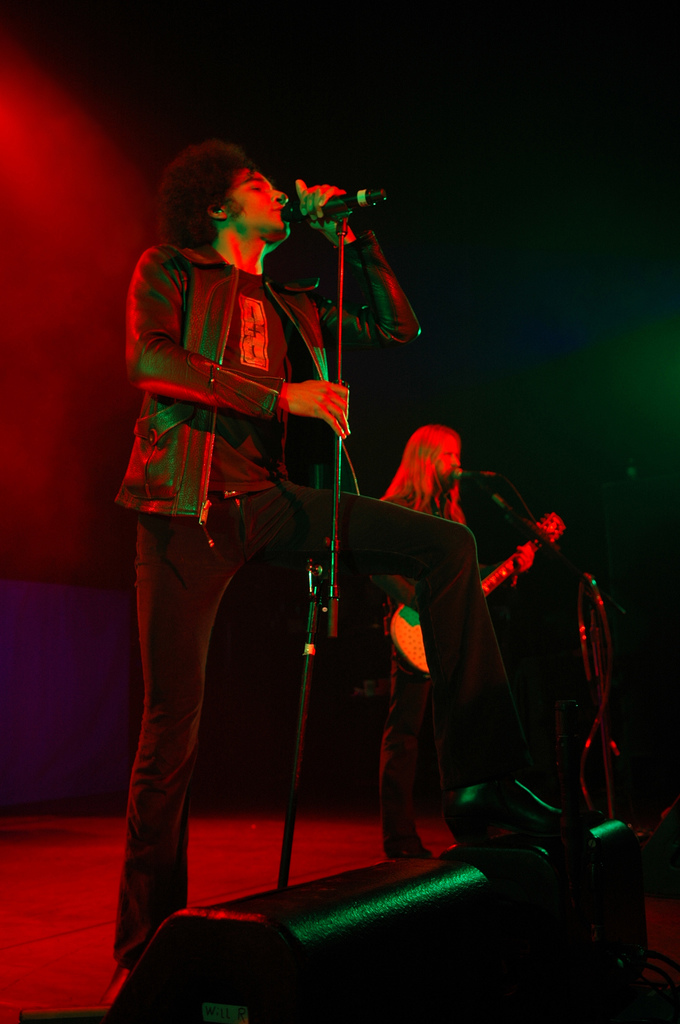
A banda em concerto com o novo vocalista William DuVall.

Em 2004, foi afirmado que os membros remanescentes do Alice in Chains estavam tocando juntos e que o grupo logo voltaria à ativa. A re-estreia, entretanto, só aconteceu um ano depois, em 18 de fevereiro de 2005, quando o Alice in Chains se reuniu novamente para um concerto beneficente no Premiere Club, em Seattle, a fim de arrecadar fundos para as vítimas do tsunami asiático de 2004. No lugar de Staley, estava presente Patrick Lachman, vocalista do Damageplan, que há pouco tempo havia perdido o guitarrista Dimebag Darrell. O concerto também contou com as participações de Krist Novoselic do Nirvana e Chris DeGarmo do Queensrÿche, além das aparições-surpresa de Wes Scantlin do Puddle of Mudd e Maynard James Keenan do Tool para ajudar nos vocais, e Ann e Nancy Wilson do Heart reprisando seus vocais de apoio em "Brother".
Em 10 de março de 2006, os membros restantes do Alice in Chains marcaram presença no concerto Decades Rock Live, do VH1, honrando as roqueiras de Seattle Ann e Nancy Wilson do Heart, ocasião na qual tocaram suas próprias canções: "Would?" (com o vocalista do Pantera e Down, Phil Anselmo) e "Rooster" (com William DuVall e Ann). A banda seguiu com uma pequena turnê pelos clubes dos Estados Unidos, vários festivais na Europa, e uma breve turnê pelo Japão, realizando um concerto de duas horas, com uma parte acústica na metade e um vídeo de oito minutos em homenagem à Layne Staley. Para coincidir com a reunião da banda, a Sony lançou a muito adiada terceira compilação do Alice in Chains, The Essential Alice in Chains, um álbum duplo contendo 28 canções.
Durante os concertos de reunião, a banda convocou para os vocais o membro da banda da carreira solo de Jerry Cantrell e vocalista da Comes With the Fall, William DuVall. Duff McKagan, do Velvet Revolver, também se juntou à banda para a turnê, tocando segunda guitarra em algumas canções.
Jerry comentou, em 1º de novembro de 2006, que a apresentação em Providence, Rhode Island, no dia 31 de outubro, foi gravada para futuro uso no lançamento de um DVD. O concerto em si teve quase três horas de duração, com a banda apresentando canções que não vinham sendo mostradas na turnê. Ele também explicou melhor os motivos pelos quais a banda estava em turnê:
Ele [Layne Staley] está lá todas as noites. Essa é uma das principais razões pelas quais nós estamos fazendo isso. Eu não tenho dúvidas de que ele ficaria totalmente: "Bem, porque vocês demoraram tanto?". Levou muito tempo para mim, pessoalmente, chegar em termos com querer me colocar nessa situação, sabe. Esta é a melhor forma. Nós estávamos todos quase que no mesmo lugar, isso pareceu como se fosse a coisa certa a ser feita, sabe. Nós o levamos connosco em todos os nossos modos, sabe, ele está ao nosso redor o tempo todo.
Ainda que tanto Sean quanto Jerry tenham previamente comentado que se novo material fosse produzido, a banda mudaria de nome, uma atualização no blog da página oficial da banda, em 30 de abril de 2007, confirmou que a banda se encontrava em processo de gravação de demos para um novo álbum de inéditas e que o novo som estava "destruidor". Pouco depois, a banda saiu na turnê Re-Evolution com o Velvet Revolver, confirmando William DuVall como novo vocalista.

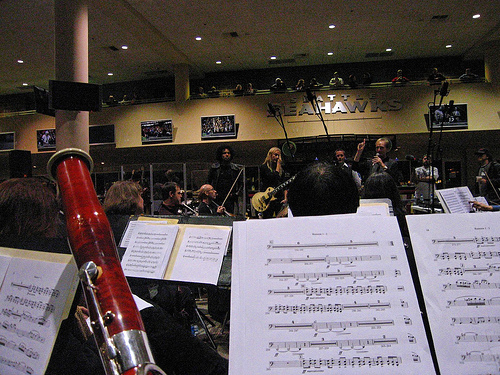
A banda em ensaio com a Orquestra Sinfônica do Noroeste para o concerto beneficente Symphony Legacy, no Benaroya Hall, em Seattle.

Em 31 de agosto, como resposta à ótima recepção de crítica e fãs aos pequenos sets acústicos nos concertos da banda, o grupo gravou um set completamente acústico no The Rave/Eagles Club em Milwaukee, Wisconsin, incluindo canções de todos os álbuns lançados pela banda (incluindo os EP e duas releituras: uma da banda The Who e outra de Elton John), supostamente para um futuro álbum ao vivo, o que foi mais tarde desmentido por Cantrell, que afirmou a importância de primeiramente lançar um novo álbum de estúdio.
O grupo passou a realizar mais concertos acústicos pelos Estados Unidos, intitulados "the Acoustic Hour". Uma das últimas apresentações de 2007 se deu tocando junto à Orquestra Sinfônica do Noroeste e ao Coral de Garotas do Noroeste, em 2 de novembro, no Benaroya Hall, para o concerto beneficente Symphony Legacy, que também contou com a presença do Heart.
A banda pretendia entrar em estúdio para gravar o novo álbum na época de festas de 2007, visando lançamento em 2008, porém, ao invés disso, passou o final de 2007 e o primeiro semestre de 2008 gravando demos para as novas canções. Em 23 de outubro de 2008, o grupo começou a gravar o novo álbum com o produtor Nick Raskulinecz (Foo Fighters, Rush, Stone Sour, Mondo Generator), e 20 canções estariam sendo consideradas para inclusão no lançamento em 2009. As gravações para o novo álbum terminaram em 18 de março de 2009, no Studio 606 em Los Angeles, e o processo de mixagem no Henson Studios em Hollywood foi concluído em abril. Em 25 de abril, foi confirmado que o lançamento do novo álbum do Alice in Chains aconteceria em setembro, pelo selo Virgin/EMI, marcando a primeira mudança de gravadora em seus mais de vinte anos de carreira. Em 11 de junho, foi revelado que o álbum se chamaria Black Gives Way to Blue, com lançamento para 29 de setembro de 2009. Em 30 de junho, uma das faixas, "A Looking in View", foi lançada como single do álbum por tempo limitado como um download grátis através do website oficial da banda, que também estreou o vídeo para a canção em 7 de julho. O segundo single, "Check My Brain", foi lançado para as rádios em 14 de agosto e disponibilizado para compra três dias depois. Além disso, foi anunciado que Elton John havia participado da faixa-título.
Em 2009, a banda foi uma das atrações principais do Soundwave Festival na Austrália, junto de Nine Inch Nails, Scars On Broadway e Lamb of God; também se apresentaria no festival Rock On the Range, ao lado de Mötley Crüe, Avenged Sevenfold, Slipknot e Korn.
Para coincidir com a turnê europeia da banda, foi lançado o terceiro single de Black Gives Way To Blue, "Your Decision", em 16 de novembro no Reino Unido e em 1º de dezembro nos Estados Unidos.

### The Devil Put Dinosaurs Here(2011 - 2016)
Em 11 de janeiro de 2012, Jerry Cantrell, em entrevista à Rolling Stone, declara estar trabalhando num novo disco da banda e que a inatividade do grupo em estúdio (haja vista o lançamento de EPs entre os álbuns principais nos anos 90 até o hiato musical) é devido a uma cirurgia no ombro a que o guitarrista fora submetido. Ele, contudo, ressalta a produção de material nesse tempo longe do estúdio e mesmo antes da intervenção médica.
Passados cerca de onze meses após a entrevista, o site oficial da banda postou um vídeo com uma música inédita, Hollow, anunciada dias antes em seu twitter. O vídeo, resultante de um concurso no Instagram em que foram feitas montagens das letras com imagens e sincronizadas com a música, confirmava o retorno do grupo ao estúdio e a proximidade do lançamento do novo disco. Juntamente ao vídeo, foi divulgada a data de lançamento da nova música e confirmado o sucessor de Black Gives Way to Blue (ainda sem nome definido).
Hollow foi disponibilizada no iTunes em 8 de janeiro de 2013. Em 13 de fevereiro de 2013, Alice in Chains postou no Facebook um anagrama referente ao nome do seu novo álbum, com as letras H V L E N T P S U S D A H I E E O E D T I U R R. No dia seguinte, foi anunciado que o novo álbum seria chamado de The Devil Put Dinosaurs Here. O disco foi lançado no dia 28 de maio de 2013. O álbum estreou na 2.ª posição da Billboard 200, sendo o posto mais alto que a banda alcançou desde o lançamento de seu álbum auto-intitulado, lançado em 1995.
A banda se apresentou no 4º dia do Rock in Rio 2013, na noite do dia 19/09, com um show relativamente curto, cerca de 1 hora, abrindo com a música "Them Bones" e fechando com "Rooster" e tocando várias músicas conhecidas, como "We Die Young" e "Nutshell".

### Rainier Fog(2017 - presente)
Em 3 de Maio de 2018, a banda lançou um novo single, "The One You Know", o primeiro single do sexto álbum de estúdio do Alice in Chains, até então sem título. Um videoclipe foi lançado no YouTube no mesmo dia.
Em 27 de Junho de 2018 foi lançado o segundo single do álbum "So Far Under", e no mesmo dia o título, a data de estreia e a capa do álbum foram divulgados. Rainier Fog foi lançado em 24 de Agosto de 2018, este é o primeiro álbum do Alice in Chains a ser lançado pela gravadora BMG. O título do álbum foi inspirado no Mount Rainier em Seattle, e a faixa-título é um tributo a cena musical da cidade.
O terceiro single do álbum, "Never Fade", foi lançado em 10 de Agosto de 2018 via streaming e download digital. A canção é um tributo à avó do vocalista William DuVall, ao falecido vocalista do Soundgarden, Chris Cornell, e ao vocalista original do Alice in Chains, Layne Staley.
Rainier Fog estreou na 12ª posição da parada Billboard 200, vendendo 31,000 cópias (29,000 em vendas de álbum tradicional), na primeira semana. O álbum também estreou na 1ª posição das paradas Top Rock Albums, Alternative Albums e Hard Rock Albums, e na 3ª posição da parada Vinyl Albums. Rainier Fog se tornou o primeiro álbum do Alice in Chains a chegar ao top 10 dos álbuns mais vendidos no Reino Unido, atingindo a 9ª posição, e ficando no topo da parada Rock & Metal Albums. O álbum foi indicado ao Grammy de Melhor Álbum de Rock.

## Integrantes

### Formação atual
- Jerry Cantrell — vocal, guitarra (1987—2002, 2005—presente)[98]
- William DuVall — vocal, guitarra (2006—presente)[99]
- Sean Kinney — bateria, percussão (1987—2002, 2005—presente)[98]
- Mike Inez — baixo (1993—2002, 2005—presente)[98]

### Ex-integrantes
- Mike Starr — baixo, vocal de apoio (1987—1993)[100]
- Layne Staley — vocal, guitarra (1987—2002, até sua morte)[98]

### Membros de turnê
- Scott Olson — Violão, Baixo (1996) Tocou com o grupo no show que mais tarde viria a se tornar o álbum MTV Unplugged, tocou guitarra base durante todo o show, exceto em "The Killer Is Me" em que tocava baixo.
- Maynard James Keenan[100]
- Phil Anselmo[100]
- James Hetfield[100]

## Discografia
Apesar de existir há mais de 30 anos, o Alice in Chains lançou apenas cinco álbuns de estúdio: Facelift (1990), Dirt (1992), Alice in Chains (1995), Black Gives Way to Blue (2009) e The Devil Put Dinosaurs Here (2013), e três EPs: We Die Young (1990), Sap (1992) e Jar of Flies (1994)). O álbum Rainier Fog foi lançado em 2018.
A banda também gravou canções especialmente para trilha sonoras de filmes, como é o caso de "What the Hell Have I?" e "A Little Bitter", para o filme Last Action Hero, e "Would?", para o filme Singles[carece de fontes?] (e acabou mais tarde entrando no álbum Dirt). Outras canções da banda foram usadas em filmes, como "Got Me Wrong", em Clerks, "Again", em Marvin's Room, "Right Turn", em Black Hawk Down, "Them Bones", em Riding Giants e Street Fighter II: The Animated Movie, e "Man in the Box" em The Perfect Storm e Lassie;[carece de fontes?] e em jogos eletrônicos: "Angry Chair" em Doom II, bem como "Them Bones", que também toca na Radio: X, uma das rádios de Grand Theft Auto: San Andreas, além de aparecer em ATV Offroad Fury, Guitar Hero II, Guitar Hero: Smash Hits e Madden NFL 10, enquanto "Would?" aparece em Burnout Dominator, Burnout Paradise e Rock Band Unplugged. "No Excuses" está presente em Guitar Hero: Metallica.
Os membros da banda também contribuíram separadamente para trilhas sonoras, com Layne se juntando a Tom Morello (guitarrista do Rage Against the Machine), Stephen Perkins (baterista do Jane's Addiction), Martyn LeNoble (baixista do Porno For Pyros) e Matt Serletic, sob a alcunha de Class of '99, com os covers de "Another Brick in the Wall (Part I)" e "Another Brick in the Wall (Part II)", do Pink Floyd, para o filme The Faculty; e Jerry e Sean com a canção "Leave Me Alone", para o filme The Cable Guy.

## Características musicais

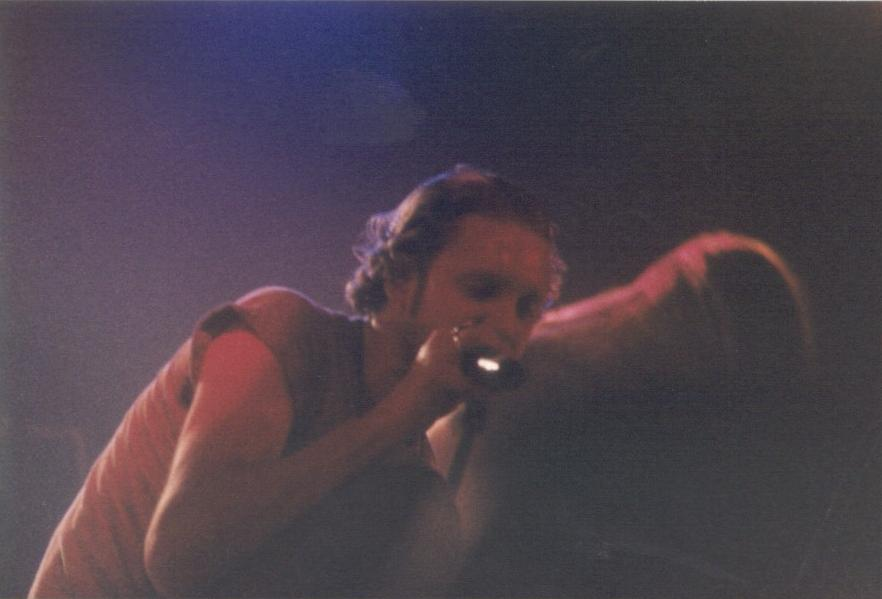
Concerto do grupo em Boston, Massachusetts, em 1992.

A música do Alice in Chains tem sido categorizada como rock, hard rock, heavy metal, rock alternativo ou, mais comumente, grunge. Esta última categorização se deve mais à imagem da banda, suas raízes de Seattle, ter surgido na mesma época em que outras bandas da região começaram a chamar atenção da mídia, e por suas mórbidas e introspectivas letras. Este termo, inclusive, sempre foi rejeitado pela banda, não hesitando em mostrar contentamento quando se espalhou a frase "Grunge is dead" ("O grunge morreu") pós-1994. Jerry Cantrell identifica a banda primariamente como heavy metal. Ele contou à revista Guitar World, em 1996: "Nós somos várias coisas diferentes... Eu não sei ao certo qual é a mistura, mas há definitivamente metal, blues, rock & roll, talvez um toque de punk. A parte metal nunca vai embora, e eu nunca quero que ela vá".
O grupo é marcado pelo seu som pesado e lento, devido à influências como Led Zeppelin, Black Sabbath, Van Halen e Metallica, sendo considerada a banda grunge que mais flerta com o heavy metal e descrita pelos críticos como "pesada o suficiente para fãs de metal -- e ainda assim seus temas negros e ataques punks os colocaram entre as primeiras fileiras das bandas grunge de Seattle".
Também é marcado por suas letras depressivas, obscuras e pessimistas, que abordam temas variados em suas canções, desde mortalidade ("Them Bones") à canções de amor ("Love, Hate, Love" e "Rain When I Die"), e temas recorrentes como quanto ao uso de drogas, notadamente no álbum Dirt ("Junkhead", "Godsmack" e "Hate to Feel"), fazendo com que as canções da banda sejam frequentemente consideradas "sombrias". Certas canções do álbum Facelift são reminiscências dos primórdios da banda, ainda mais voltada para o glam rock e hard rock, como "I Know Somethin' ('Bout You)", "Put You Down" e "Killing Yourself", e também há uma canção de puro improviso, do EP Sap, chamada "Love Song". A banda também tem seu lado mais suave em sons acústicos a partir dos EP Sap e Jar of Flies, e enquanto o grupo inicialmente manteve estes lançamentos separados, o álbum intitulado do Alice in Chains combinou os estilos para formar "um som desolado, niilista, que balanceava hard rock nervoso com sons acústicos com texturas sutis".
As canções da banda são todas feitas em afinação mi bemol (Eb), com a exceção de "What the Hell Have I?", que é tocada em ré (D). Isso se deve ao fato de a afinação em um semi-tom menor soar mais tempo mais pesada que a afinação padrão e mais melancólica que a nota normal. A música da banda também possui distintos aspectos rítmicos, ocasionalmente favorecendo tempos esquisitos, como pode ser encontrado em "them Bones" e "I Can't Remember".
O estilo de guitarra de Jerry Cantrell combina o que Stephen Erlewine da allmusic chamou de "riffs esmurrados e extensas texturas de guitarra" para criar "ritmos em nota menor lentos e chocantes". Enquanto as guitarras distorcidas afinadas um semi-tom abaixo misturadas com os vocais distintos de Staley ao estilo "sussurro-para-um-grito" chamavam a atenção de fãs de metal, a banda ainda tinha "um senso de melodia que era inegável", o que introduziu o Alice in Chains a uma audiência pop muito maior fora do underground.
Os Alice in Chains também são notáveis pelas harmonias vocais únicas de Staley e Cantrell, que incluem passagens sobrepostas e duplo vocal principal. Os vocais de Staley, os quais, de acordo com Alyssa Burrows, formam o som distinto do grupo, variam sutilmente em cada álbum deles: do uso constante de gritos inspirados no hard rock, como em Facelift; vocais mais melódicos em Sap, Dirt e Jar of Flies; à adição de efeitos de voz e diminuição de uso de notas mais altas presentes no álbum homônimo, em faixas como "Head Creeps" e "Grind".

## Prêmios e indicações

### Certificados da RIAA
Estas estatísticas foram compiladas do banco de dados online da RIAA:
Álbuns de estúdio
- Facelift - Disco de Platina Duplo (4 de março de 1997)
- Dirt - Disco de Platina Quádruplo (24 de maio de 2000)
- Alice in Chains - Disco de Platina Duplo (4 de março de 1995)
- Black Gives Way to Blue - Disco de Ouro (18 de maio de 2010)
- The Devil Put Dinosaurs Here (28 de maio de 2013)
- Rainier Fog (24 de agosto de 2018)

EPs
- Sap - Disco de Ouro (18 de janeiro de 1994)
- Jar of Flies - Disco de Platina Duplo (19 de setembro de 1995)

Álbuns ao vivo
- Unplugged (álbum) - Disco de Platina (23 de setembro de 1996)
- Live (álbum) - (5 de dezembro de 2000)

Compilações
- Nothing Safe: Best of the Box - Disco de Platina (11 de dezembro de 2007)
- Greatest Hits - Disco de Ouro (30 de novembro de 2005)

Vídeos
- Live Facelift - Disco de Ouro (17 de outubro de 2001)
- Music Bank: The Videos - Disco de Ouro (23 de outubro de 2001)
- Unplugged (vídeo) - Disco de Ouro (12 de abril de 2001)

### Award Shows
Estas estatísticas foram compiladas através do banco de dados do site The Envelope, do Los Angeles Times:
- Alice in Chains - Favorite New Artist: Heavy Metal/Hard Rock, American Music Awards (1991) (indicação)
- "Man in the Box" - Best Heavy Metal/Hard Rock Video, MTV Video Music Awards (1991) (indicação)
- "Man in the Box" - Best Hard Rock Vocal Performance, Grammy Awards (1991) (indicação)
- Dirt - Best Hard Rock Vocal Performance, Grammy Awards (1992) (indicação)
- "Would?" - Best Video from a Film (tirado da trilha sonora do filme Singles), MTV Video Music Awards (1993) (vencedor)
- "I Stay Away" - Best Hard Rock Performance, Grammy Awards (1994) (indicação)
- "Grind" - Best Hard Rock Performance, Grammy Awards (1995) (indicação)
- "Again" - Best Heavy Metal/Hard Rock Video, MTV Video Music Awards (1996) (indicação)
- "Again" - Best Hard Rock Performance, Grammy Awards (1996) (indicação)
- "Get Born Again" - Best Hard Rock Performance, Grammy Awards (1999) (indicação)

### Oficiais
- «Sítio oficial» (em inglês)
- Alice in Chains no Facebook
- Alice in Chains no Instagram
- Alice in Chains no X
- Alice in Chains no Myspace

### Outros
- Alice in Chains (em inglês) no AllMusic
- Alice in Chains no Last.fm